# Marsili
Marsili je rozsáhlá podmořská sopka, nacházející se v Tyrhénském moři, asi 150 km jihozápadně od Neapole a zhruba 140 km severně od sicilského pobřeží. Podmořská hora je asi 3000 metrů vysoká, jejím vrcholem je podmořský kráter zhruba 450 metrů pod hladinou. Sopka byla pojmenována po slavném italském přírodovědci a prvnímu oceánologovi, Luigi Ferdinandu Marsilim (1658-1730).
Přestože Marsili v zaznamenané historii ještě nevybuchla, vulkanologové věří, že Marsili má poměrně křehké stěny vyplněné velkým množstvím horkého magmatu. Ti, spolu s italským národním institutem geofyziky a vulkanologie (Istituto Nazionale di Geofisica e Vulcanologia, INGV) 29. března 2010 vydali prohlášení, že Marsili může vybuchnout kdykoli v dohledné budoucnosti, přičemž by mohl následovat katastrofický kolaps, jenž by následně při podmořské erupci mohl uvolnit až milion metrů krychlových magmatu a vyvolat desítky metrů vysokou tsunami, která by měla potenciál drtivého zásahu italského pobřeží.